# Micromya lucorum
Micromya lucorum är en tvåvingeart som beskrevs av Camillo Rondani 1840. Micromya lucorum ingår i släktet Micromya och familjen gallmyggor. Arten är reproducerande i Sverige. Inga underarter finns listade i Catalogue of Life.